# 지바군

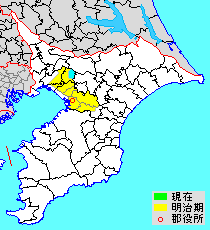
지바현 지바군의 위치 (하늘색: 후에 다른 군에서 편입된 구역)

지바군(千葉郡)은 지바현(시모사국)에 있던 군이다.

## 군역
1878년 행정 구역으로 발족 당시의 군역은 대략 아래의 구역에 해당한다. (공유수면 매립지는 제외.)
]
- 지바시
  - 주오구, 이나게구, 와카바구 전역
  - 하나미가와구의 대부분
  - 미도리구의 일부
- 후나바시시의 일부
- 나라시노시 전역
- 야치요시의 일부

## 역사

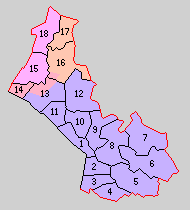
1.지바정 2.소가노촌 3.오유미하마노촌 4.시나촌 5.혼다촌 6.시라이촌 7.사라시나촌 8.지시로촌 9.미야코촌 10.쓰가촌 11.게미가와촌 12.고테하시촌 13.마쿠하리촌 14.쓰다누마촌 15.니노미야촌 16.오와다촌 17.무쓰미촌 18.도요토미촌 (보라:지바시, 분홍:후나바시시 빨강:나라시노시 등색:이치요시)

- 1889년 4월 1일 - 정촌제 시행으로 아래의 정촌이 발족. 따로 적은 경우 외는 현 지바시.(1정 17촌)
  - 지바정(千葉町)]
  - 소가노촌(蘇我野村)
  - 시나촌(椎名村)
  - 오유미하마노촌(生実浜野村)
  - 혼다촌(誉田村)
  - 시라이촌(白井村)
  - 사라시나촌(更科村)
  - 지시로촌(千城村)
  - 미야코촌(都村)
  - 쓰가촌(都賀村)
  - 게미가와촌(検見川村)
  - 고테하시촌(犢橋村)
  - 마쿠하리촌(幕張村): 현 지바시, 나라시노시
  - 쓰다누마촌(津田沼村): 현 나라시노시
  - 니노미야촌(二宮村): 현 후나바시시
  - 오와다촌(大和田村): 현 야치요시
  - 무쓰미촌(睦村): 현 야치요시
  - 도요토미촌(豊富村): 현 후나바시시
- 1890년 5월 23일 - 소가노촌이 정제 시행과 개칭으로 소가정(蘇我町)이 됨.(2정 16촌)
- 1891년
  - 5월 1일 - 게미가와촌이 정제 시행으로 게미가와정(検見川町)이 됨.(3정 15촌)
  - 8월 24일 - 오와다촌이 정제 시행으로 오와다정(大和田町)이 됨.(4정 14촌)
- 1896년 4월 22일 - 마쿠하리촌이 정제 시행으로 마쿠하리정(幕張町)이 됨.(5정 13촌)
- 1903년 3월 3일 - 쓰다누마촌이 정제 시행으로 쓰다누마정(津田沼町)이 됨.(6정 12촌)
- 1921년 1월 1일 - 지바정이 시제 시행으로 지바시(千葉市)가 되어, 군에서 이탈.(5정 12촌)
- 1925년 1월 1일 - 오유미하마노촌이 개칭하여 오이하마촌(生浜村)이 됨.
- 1928년 11월 10일(7정 10촌)
  - 오이하마촌이 정제 시행으로 오이하마정(生浜町)이 됨.
  - 니노미야촌이 정제 시행으로 니노미야정(二宮町)이 됨.
- 1937년 2월 11일 - 게미가와정·소가정·쓰가촌·미야코촌이 지바시에 편입.(5정 8촌)
- 1944년)2월 11일 - 지시로촌이 지바시에 편입.(5정 7촌)
- 1953년 8월 1일 - 니노미야정이 후나바시시에 편입.(4정 7촌)
- 1954년
  - 1월 15일 - 오와다정·무쓰미촌이 합병하여, 야치요정(八千代町)이 발족.(4정 6촌)
  - 4월 1일(4정 5촌)
    - 도요토미촌이 후나바시시에 편입.
    - 야치요정의 일부가 마쿠하리정에 편입.

  - 7월 1일 - 고테하시촌이 지바시에 편입.(4정 4촌)
  - 7월 6일 - 마쿠하리정이 지바시에 편입.(3정 4촌)
  - 8월 1일 - 쓰다누마정이 지바시의 일부를 편입한 후에 개칭과 시제 시행으로 나라시노시(習志野市)가 발족, 군에서 이탈.(2정 4촌)
  - 9월 1일 - 야치요정이 인바군 아소촌を編入.
- 1955년)
  - 2월 11일 - 오이하마정·시나촌·혼다촌이 지바시에 편입.(1정 2촌)
  - 3월 31일 - 시라이촌·사라시나촌이 합병하여, 이즈미정(泉町)이 발족.(2정)
- 1963년 4월 10일 - 이즈미정이 지바시에 편입.(1정)
- 1967년 1월 1일 - 야치요정이 시제 시행으로 야치요시(八千代市)가 됨. 이날 지바군은 소멸됨. 지바현 내에서는 1897년 군 개편 이후 최초의 군 소멸이다.

## 참고 문헌
- 지바현 지바군 교육회 편 (1926). 《지바현 지바군지》. 지바현 지바군 교육회.
- 「가도카와 일본 지명 대사전」 편집위원회, 편집. (1984년 3월 1일). 《가도카와 일본 지명 대사전》. 12 지바현. 가도카와 쇼텐. ISBN 4040011201.